# Violet Manners, Duquesa de Rutland
Marion Margaret Violet Manners, Duquesa de Rutland (nascida Lindsay; 7 de março de 1856 – 22 de dezembro de 1937), foi uma artista e aristocrata britânica. Neta do 24.º Conde de Crawford, casou-se com Henry Manners em 1882. Entre 1888 e 1906, foi tratada por Marquesa de Granby, título que usou até à sucessão do marido como Duque de Rutland. Teve cinco filhos, entre os quais John Manners, 9.º Duque de Rutland, e a socialite Diana Cooper.
Apesar de não ter formação académica em arte, dedicou-se à pintura de retratos do seu círculo social, tendo mais tarde desenvolvido interesse pela escultura. Esteve associada ao grupo The Souls, conhecido pelo seu apreço pelas artes e pela cultura, e foi frequentemente representada em obras artísticas. Em 2016, um retrato seu da autoria de G. F. Watts foi adquirido pela Watts Gallery Trust, o que levou o seu neto, o historiador John Julius Norwich, a doar uma coleção de desenhos seus.

## Infância e família
Nasceu a 7 de março de 1856, no seio de uma família aristocrática, sendo a mais nova de três filhos e a única filha de Charles Hugh Lindsay e da sua esposa Emilia Anne Browne.
O seu pai era filho mais novo de James Lindsay, 24.º Conde de Crawford, enquanto a sua mãe era filha de Montague Browne, Deão de Lismore.

## Casamento e descendência
Aos 26 anos, casou-se com Henry Manners a 25 de novembro de 1882. Ele era filho único e herdeiro de John Manners, 7.º Duque de Rutland. O casal partilhava poucos interesses em comum: Henry, considerado atraente, era um político conservador, enquanto Violet era frequentemente descrita como "boémia". Tiveram dois filhos varões, embora se considere que as suas segunda e terceira filhas possam ter tido outros progenitores, Violet por Montagu Corry, 1.º Barão Rowton, e Diana por Harry Cust. O casal também frequentava círculos sociais distintos, pois ele apreciava a caça, ao passo que ela cultivava interesses de natureza mais intelectual.
Henry tornou-se Marquês de Granby em 1888. Em 1906, sucedeu ao pai como 8.º Duque de Rutland, passando Violet a ostentar o título de Duquesa de Rutland.
O casal teve cinco filhos:

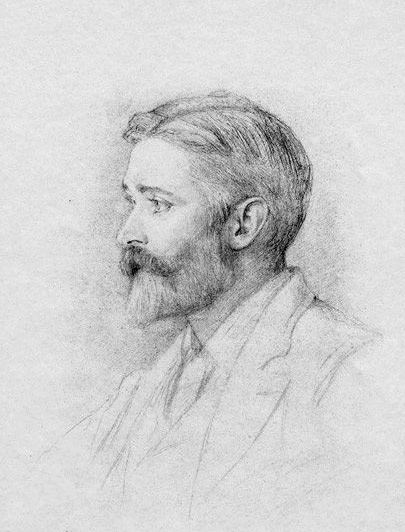
Henry Manners, por Violet Manners

- Victoria Marjorie Harriet Manners (1883–1946), casou-se com Charles Paget, 6.º Marquês de Anglesey, com descendência;
- Robert Charles John Manners, Lorde Haddon (1885–1894), faleceu na infância;
- John Henry Montagu Manners, 9.º Duque de Rutland (1886–1940), casou-se com Kathleen Tennant, com descendência;
- Violet Catherine Manners (1888–1971), casou-se em primeiras núpcias com Hugo Charteris, Lorde Elcho, filho de Hugo Charteris, 11.º Conde de Wemyss, com descendência. Casou-se em segundas núpcias com Guy Benson;
- Diana Olivia Winifred Maud Manners (1892–1986),[nota 1] casou-se com Duff Cooper, 1.º Visconde de Norwich, com descendência.

## Carreira como artista

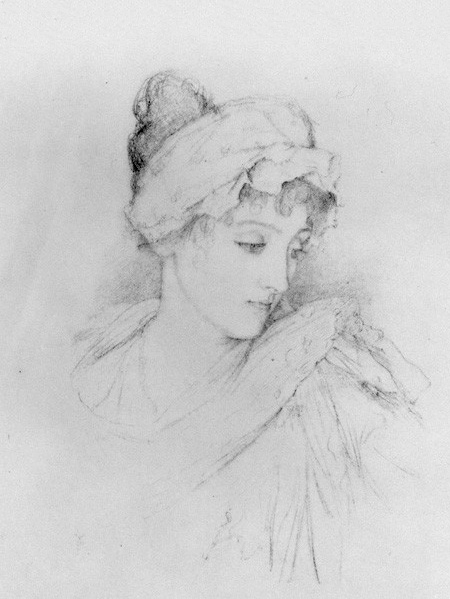
Litografia de Norah Lindsay por Violet Manners, 1897

Violet recebeu educação privada durante a infância, tendo a sua família incentivado o seu interesse pelas artes. Embora não tenha tido formação académica em arte, passou um período significativo em viagem pela Itália.
Em 1877, expôs alguns dos seus desenhos e esculturas na Grosvenor Gallery, inaugurada pelo seu primo Coutts Lindsay. Considerava-se uma profissional, mas a sua posição social e o seu género limitaram-na.
As suas obras de maior sucesso centraram-se na representação de membros do seu círculo social. Durante a sua vida, os trabalhos de Violet foram expostos nas principais galerias de arte britânicas, como a Royal Academy of Arts e a New Gallery, bem como no estrangeiro, nomeadamente nos Estados Unidos e em França. Participou também na Exposição Mundial Colombiana de 1893, realizada no Palace of Fine Arts, em Chicago, Illinois.
Em 1925, um comentário observou que o estilo de Violet "é particularmente adequado à interpretação da beleza e elegância femininas, embora ela consiga, geralmente, um sucesso considerável nas suas representações de figuras masculinas."

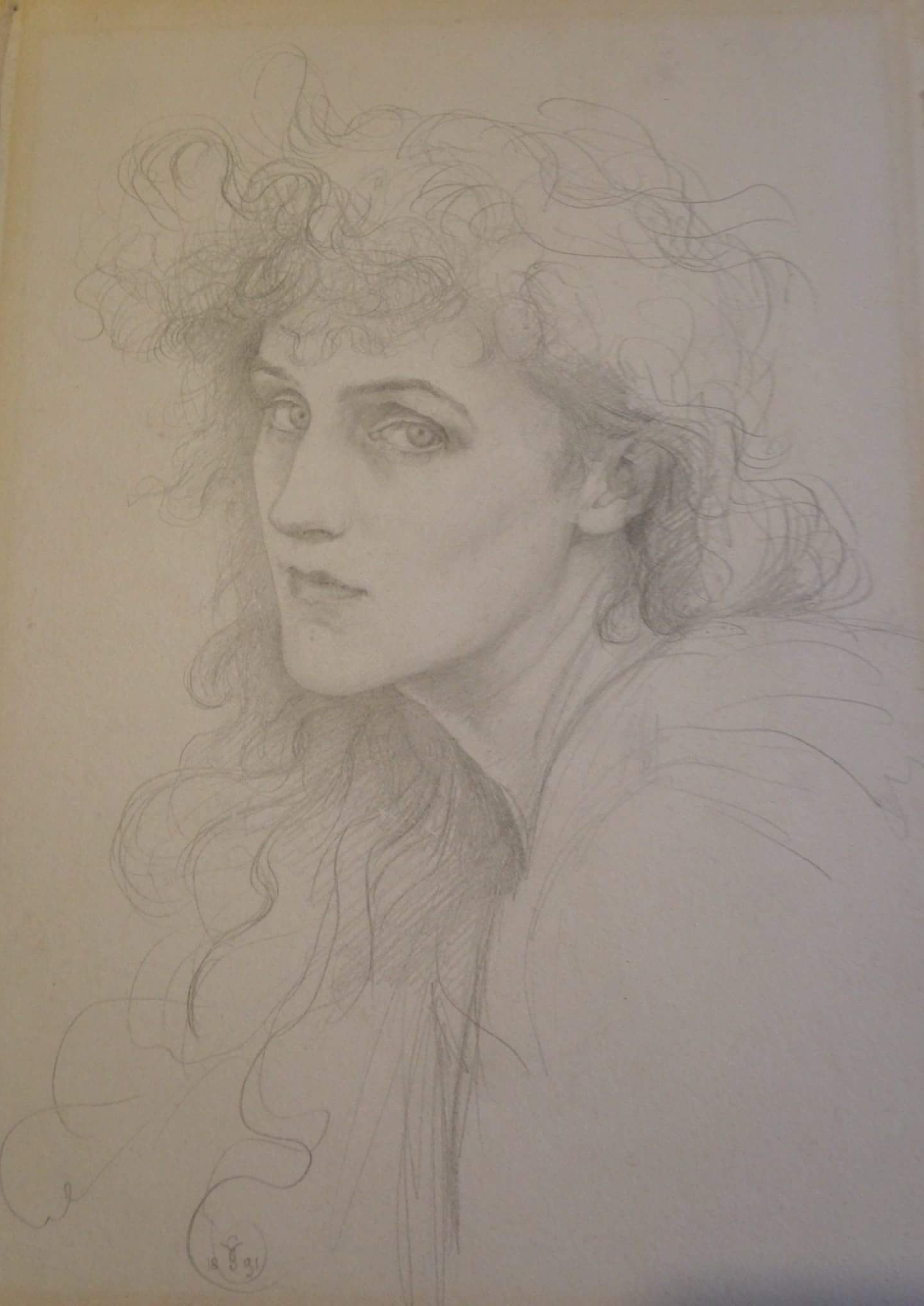
Desenho a lápis do autorretrato de Violet, Duquesa de Rutland, 1891

Violet era amiga do escultor escocês William Reid Dick e ajudou-o a obter diversas encomendas aristocráticas.
Após a morte do seu filho mais velho, em 1894, aos nove anos de idade, a enlutada Violet começou a dedicar-se à escultura; uma das suas obras foi exposta no túmulo do rapaz no Castelo de Belvoir. Considerava a base de outra estátua, que representava o seu filho e outros membros da família, como o seu trabalho mais importante. Manteve essa peça na sua residência em Londres até 1937, ano em que a Tate Gallery a adquiriu. Em 1900, publicou Portraits of Men and Women, uma seleção de retratos que representavam membros do seu círculo social.
Violet foi uma membro destacada de The Souls, um círculo social aristocrático que valorizava as atividades intelectuais e os gostos artísticos de vanguarda. Formado na década de 1880, contava entre os seus membros Arthur Balfour e George Wyndham. A revista feminina contemporânea The Lady’s Realm descreveu Violet como "a reconhecida 'rainha' da sociedade", que, sendo uma das suas membros fundadoras, possuía "beleza, uma capacidade invulgar em todas as aptidões artísticas e uma compreensão das questões sociais e económicas que a distinguiram desde o início como uma líder."

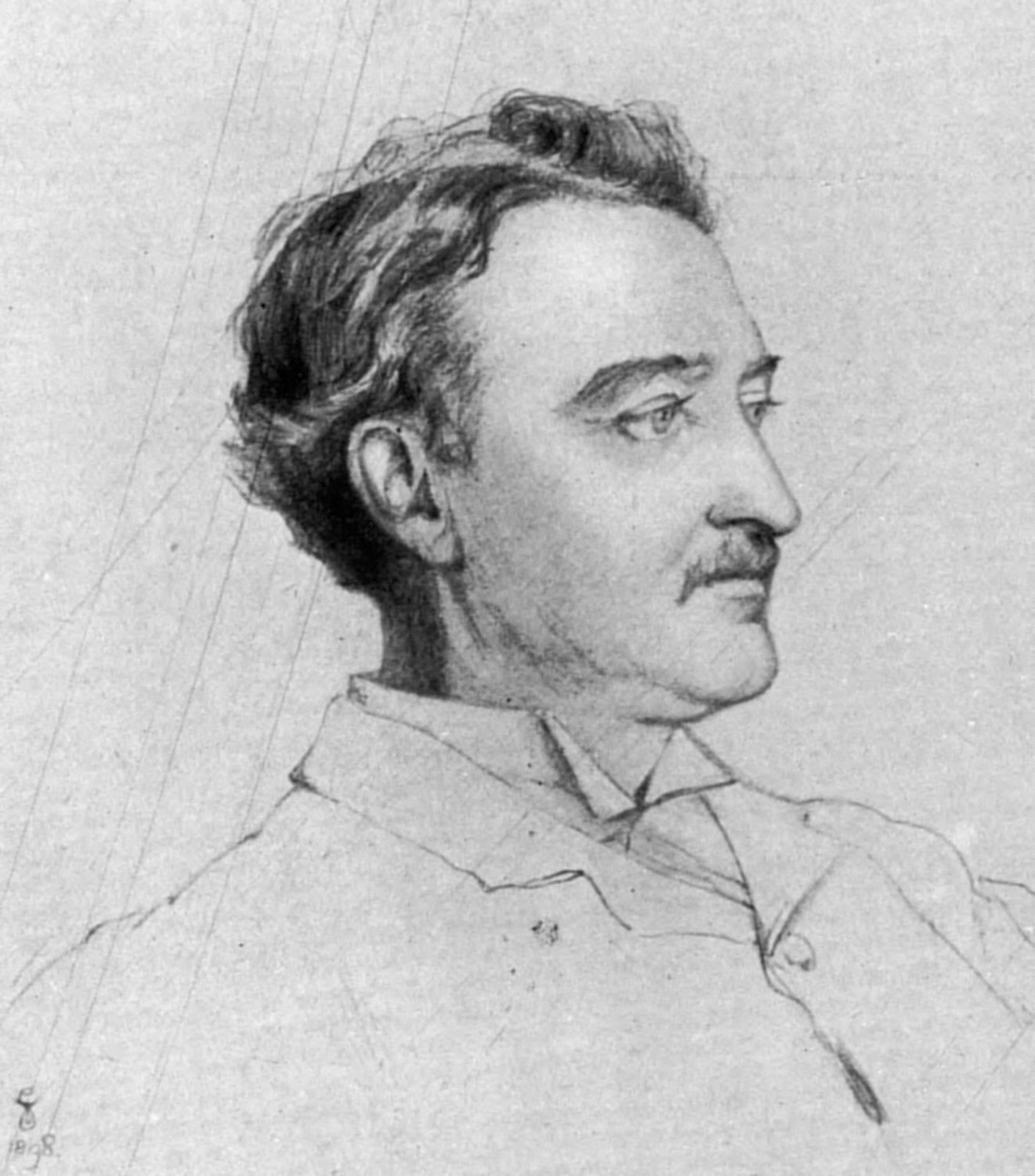
Esboço de Cecil Rhodes por Violet Manners

Violet era reconhecida pela sua beleza, assim como a sua filha, Diana. A Duquesa foi retratada em várias ocasiões por James Jebusa Shannon e George Frederic Watts. A historiadora K. D. Reynolds escreve que a sua beleza "era do tipo mais admirado pelos Souls. O seu cabelo castanho-avermelhado, a tez pálida, os olhos encapotados e a figura muito esguia eram sempre realçados pelas suas roupas ao estilo Estético, de cores desbotadas e drapeados suaves."
Mantinha um atelier na propriedade de Rutland, em Bute House.

## Últimos anos e falecimento
Durante a Primeira Guerra Mundial, a Duquesa transformou a sua residência em Londres, situada na 16 Arlington Street, num hospital. A sua filha Diana, uma socialite destacada, prestou serviço como enfermeira nessa casa. O genro de Violet, Hugo Charteris, Lorde Elcho, faleceu durante a guerra, embora o seu único filho sobrevivente tenha sido poupado do combate na linha da frente.

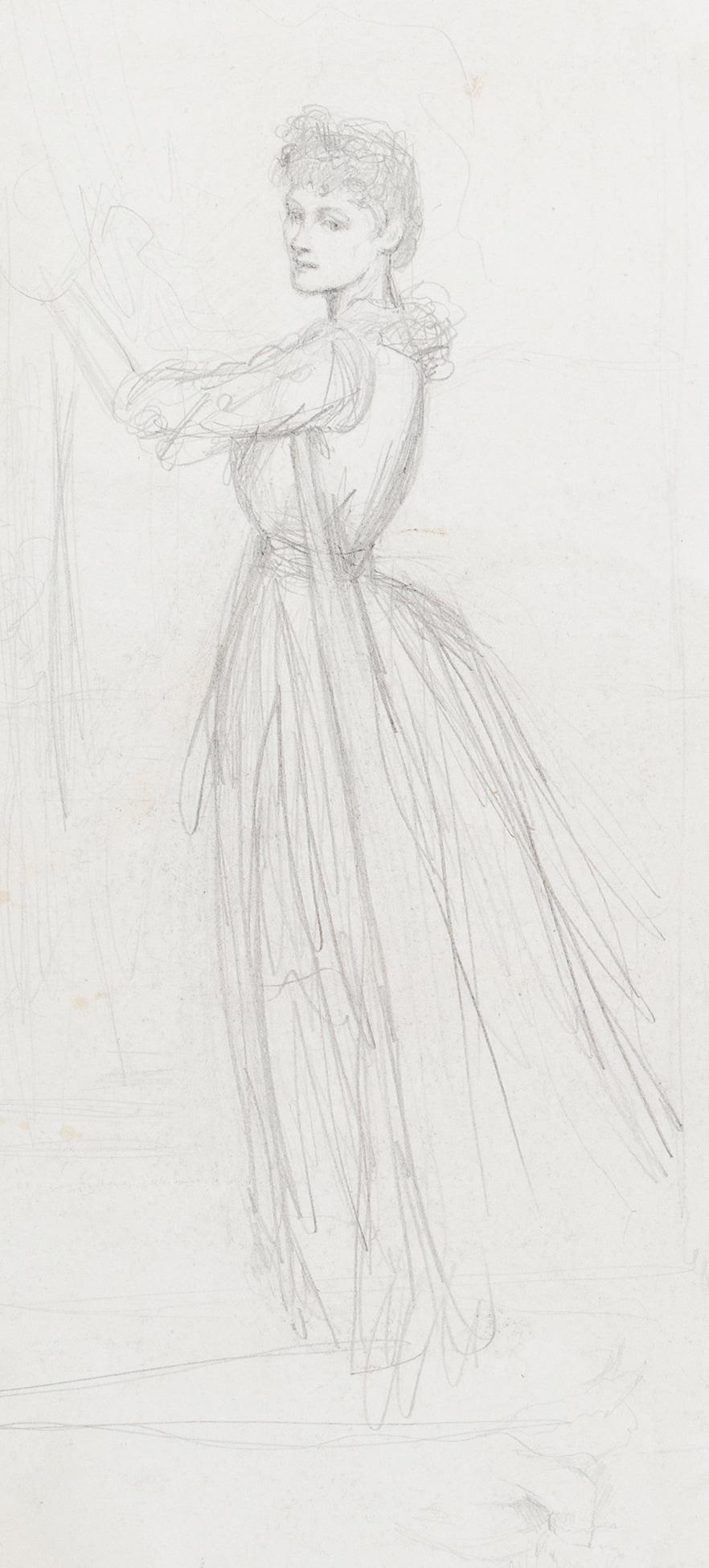
Autoestudo ao cavalete (lápis, c. 1895)

O Duque de Rutland faleceu em 1925, sendo sucedido no ducado pelo seu segundo filho e único sobrevivente, John.
Após o falecimento do marido, Violet mudou-se para Belgrave Square, em Londres, onde mandou construir um novo atelier para dedicar-se à sua arte. Em março de 1933, o diretor da Leeds Art Gallery, John Rothenstein, e a sua esposa organizaram uma receção em sua honra nas salas do curador da galeria, onde, entre os 180 convidados, estiveram presentes a sua filha Diana Cooper.
A Duquesa continuou a expor as suas obras até ao momento da sua morte; a sua última exposição teve lugar em novembro de 1937, e faleceu no mês seguinte, após uma operação. A Duquesa de Rutland faleceu a 22 de dezembro de 1937 e foi sepultada no Castelo de Belvoir, Leicestershire.